# Malik Beyleroğlu
Malik Beyleroğlu (21 gennaio 1970) è un ex pugile turco.

## Palmarès

### Olimpiadi
- 1 medaglia:
  - 1 argento (Atlanta 1996 nei pesi medi)